# Station Saint-Maixent-L'École
Station Saint-Maixent-L'École is een spoorwegstation in de Franse gemeente Saint-Maixent-l'École.